# عملیات هایفیش
عملیات هایفیش (به آلمانی: Operation Haifisch) اسم رمز عملیات فریب آلمان برای پوشش آماده‌سازی برای عملیات بارباروسا، تهاجم به شوروی بود.
طراحی این عملیات در آوریل ۱۹۴۱ توسط ویلهلم کایتل آغاز شد. این عملیات شامل حمله به چهار مکان مختلف (جایی میان فوکستون و وورتینگ) در ساحل جنوبی انگلستان می‌شد.